# Браун Ідеє
Бра́ун Аї́де Іде́є (також Ідейє, англ. Brown Aide Ideye; нар. 10 жовтня 1988, Єнагоа, Нігерія) — нігерійський футболіст, нападник кувейтського клубу «Аль Ярмук». Переможець Кубка Африканських націй (2013).

## Кар'єра
Народився в найбільшому місті Нігерії Лагосі в родині нафтовика та продавця, в якій Браун був наймолодшим із восьми дітей. Браун Ідеє розпочав кар'єру в команді «Оушен Бойз» з міста Брасс у штаті Баєлса. У першому ж сезоні в новій команді Браун виграв чемпіонат Нігерії. 
16 грудня 2007 року нігерієць перейшов до швейцарського «Ксамакса», який заплатив за трансфер форварда 130 тис. євро. До переходу в «Ксамакс» Браун провів невдалий перегляд у нідерландському «Віллемі II». У «Ксамаксі» Браун став основним бомбардиром команди, забивши в 55 матчах 23 м'ячі.
Взимку 2010 року Браун мав пропозиції від «Сошо», казанського «Рубіна» та берлінської «Герти». Він обрав французький «Сошо», який 21 січня 2010 викупив 70% прав на гравця за 4,2 млн євро. Сошо вирішив придбати нового форварда після того як стало зрозумілим, що американському нападнику клубу Чарлі Девісу, який потрапив в автокатастрофу, потрібен тривалий реабілітаційний період відновлення. Контракт з нігерійцем був підписаний на 3 роки. У дебютній грі за клуб у Кубку Франції з «Ле-Маном» Браун забив два голи і заробив пенальті.

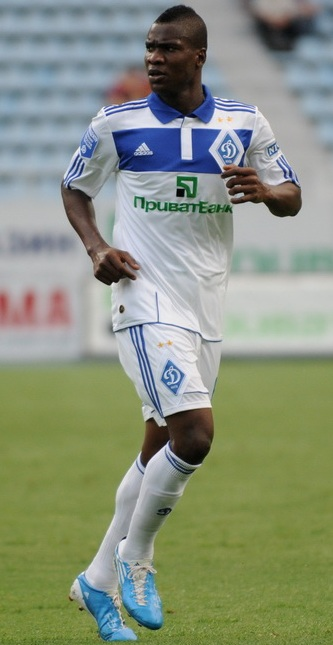
Браун Аїде Ідеє у своєму другому матчі за «Динамо». 22 липня 2011 року

6 липня 2011 року Ідеє перейшов в київське «Динамо», що заплатило за трансфер футболіста 8 млн євро. Контракт з футболістом було підписано на 5 років. У складі біло-синіх дебютував 16 липня в матчі проти «Олександрії», вийшовши на заміну замість Огнєна Вукоєвича на 46-й хвилині. У першому ж матчі відзначився двома забитими м'ячами та гольовою передачею на Андрія Ярмоленка. У своєму наступному офіційному матчі забив двічі у ворота «Оболоні». Таким чином він встановив рекорд київського «Динамо» в чемпіонатах України як новачок, що в перших двох іграх оформив два дублі.. Всього в першому сезоні Браун зіграв у 28 матчах чемпіонату, і з 12 голами став найкращим бомбардиром команди. У наступному сезоні 2012/13 нігерійський форвард залишився одним з лідерів команди, забивши в 28 матчах чемпіонату 17 голів.
Влітку 2013 року кияни придбали іншого африканського форварда Дьємерсі Мбокані і Браун втратив місце в основі, виходячи здебільшого на заміну. Через це по завершенню сезону, 18 липня 2014 року, Ідеє перейшов в англійський «Вест-Бромвіч Альбіон» за рекордну для клубу суму. За неофіційною версією сума склала 10 млн фунтів.

## Виступи у збірних
2007 року Браун грав у складі молодіжної збірної Нігерії до 20 років на молодіжному чемпіонаті світу, де провів 5 ігор і забив 1 гол в ворота однолітків з Коста-Рики. Потім Браун грав зі збірною до 23 років.
2010 року Браун, який на той момент ще не провів жодного матчу у національній збірній, поїхав на чемпіонат світу у ПАР, замінивши у складі травмованого перед турніром Джона Обі Мікела. На турнірі Ідеє на поле так і не з'явився, а дебютував за “орлів” лише 11 серпня у товариській грі проти збірної Кореї, замінивши на 32 хвилині Уче Калу.
Щоб забити дебютний гол за збірну Нігерії, Брауну знадобилося п'ять матчів. Це сталося 15 листопада 2012 року в товариському матчі з Венесуелою на 49-й хвилині матчу. Матч відбувся в Маямі і завершився перемогою африканців 3:1.
2013 року Ідеє був викликаний Стівеном Кеші на Кубок африканських націй 2013 року. На турнірі Браун зіграв в усіх шести матчах і забив один гол у півфіналі проти збірної Малі, а збірна, в підсумку, стала чемпіоном Африки.
Влітку того ж року зіграв в усіх трьом матчах збірної на Кубку Конфедерацій 2013, проте голів не забивав, а команда з двома поразками покинула турнір. Восени 2013 року допоміг команді пробитись на чемпіонат світу 2014 року в Бразилії, зігравши в обох виграних матчах плей-оф кваліфікації проти збірної Ефіопії, проте несподівано в заявку на сам мундіаль включений не був.

## Статистика
| Клуб                   | Сезон                  | Чемпіонат | Чемпіонат | Кубок | Кубок | Єврокубки | Єврокубки | Всього | Всього |
| Клуб                   | Сезон                  | Матчі     | Голи      | Матчі | Голи  | Матчі     | Голи      | Матчі  | Голи   |
| ---------------------- | ---------------------- | --------- | --------- | ----- | ----- | --------- | --------- | ------ | ------ |
| Ксамакс                | 2007—08                | 5         | 1         | —     | —     | —         | —         | 5      | 1      |
| Ксамакс                | 2008—09                | 33        | 10        | —     | —     | —         | —         | 33     | 10     |
| Ксамакс                | 2009                   | 17        | 12        | 3     | 4     | —         | —         | 20     | 16     |
| Всього за Ксамакс      | Всього за Ксамакс      | 55        | 23        | 3     | 4     | —         | —         | 58     | 27     |
| Сошо                   | 2010                   | 17        | 2         | 3     | 3     | —         | —         | 20     | 5      |
| Сошо                   | 2010—11                | 35        | 15        | 3     | 2     | —         | —         | 38     | 17     |
| Всього за Сошо         | Всього за Сошо         | 52        | 17        | 6     | 5     | —         | —         | 58     | 22     |
| Динамо (Київ)          | 2011—12                | 27        | 12        | 1     | 0     | 8         | 2         | 37     | 14     |
| Динамо (Київ)          | 2012—13                | 28        | 17        | 1     | 0     | 7         | 4         | 36     | 21     |
| Динамо (Київ)          | 2013—14                | 19        | 5         | 3     | 3     | 7         | 2         | 29     | 10     |
| Всього за Динамо       | Всього за Динамо       | 74        | 34        | 5     | 3     | 22        | 8         | 101    | 45     |
| Вест-Бромвіч           | 2014—15                | 0         | 0         | 0     | 0     | 0         | 0         | 16     | 5      |
| Всього за Вест Бромвіч | Всього за Вест Бромвіч | 0         | 0         | 0     | 0     | 0         | 0         | 16     | 5      |
| Всього за кар'єру      | Всього за кар'єру      | 181       | 74        | 14    | 12    | 22        | 8         | 217    | 94     |

Відкоректовано станом на 19 травня 2014

## Досягнення
«Оушен Бойз»
- Чемпіон Нігерії: 2006

«Динамо»
- Володар Суперкубка України: 2011

«Олімпіакос»
- Чемпіон Греції: 2015–16

Збірна Нігерії
- Чемпіон Африки: 2013

### Індивідуальні
- Найкращий новачок Прем'єр-ліги України (World Soccer): 2011/12
- Найкращий бомбардир «Динамо»: 2011/12 (12 голів), 2012/13 (17 голів)